# Caracal caracal lucani
Caracal caracal lucani es una subespecie de  mamíferos carnívoros  de la familia Felidae.

## Distribución geográfica
Se encuentra en el sur de Gabón, Cabinda, sudoeste de la República del Congo y oeste de la República Democrática del Congo.